# Верхній Іскуш
Верхній Іску́ш (рос. Верхний Искуш) — село (у минулому присілок) у складі Білокатайського району Башкортостану, Росія. Входить до складу Нижньоіскушинської сільської ради.
Населення — 109 осіб (2010; 172 у 2002).
Національний склад:
- росіяни — 69 %
- башкири — 28 %